# Arquidiócesis de Korhogo
La arquidiócesis de Korhogo (en latín: Archidioecesis Korhogoensis y en francés: Archidiocèse de Korhogo) es una circunscripción eclesiástica de la Iglesia católica en Costa de Marfil. Se trata de una arquidiócesis latina, sede metropolitana de la provincia eclesiástica de Korhogo. Desde el 4 de octubre de 2023 es sede vacante y su administrador apostólico es el obispo Jean-Jacques Koffi Oi Koffi.

## Territorio y organización
La arquidiócesis tiene 13 643 km² y extiende su jurisdicción sobre los fieles católicos de rito latino residentes en los departamentos de Boundiali, Korhogo y Tengréla del distrito de Savanes.
La sede de la arquidiócesis se encuentra en la ciudad de Korhogo, en donde se halla la Catedral de San Juan Bautista.
La arquidiócesis tiene como sufragáneas a las diócesis de Katiola y Odienné.
En 2021 en la arquidiócesis existían 27 parroquias.

## Historia
La diócesis de Korhogo fue erigida el 15 de octubre de 1971 mediante la bula Christi mandatum del papa Pablo VI, obteniendo el territorio de la diócesis de Katiola. Originalmente fue sufragánea de la arquidiócesis de Abiyán.
El 19 de diciembre de 1994 cedió una parte de su territorio para la erección de la diócesis de Odienné mediante la bula Ad aeternam provehendam del papa Juan Pablo II y al mismo tiempo fue elevada al rango de arquidiócesis metropolitana mediante la bula Ad aptius providendum.

## Estadísticas
Según el Anuario Pontificio 2022 la arquidiócesis tenía a fines de 2021 un total de 52 501 fieles bautizados.
| Año                                                                             | Población            | Población | Población      | Sacerdotes | Sacerdotes    | Sacerdotes    | Bautizados por sacerdote | Diáconos permanentes | Religiosos | Religiosos | Parroquias |
| Año                                                                             | Bautizados católicos | Total     | % de católicos | Total      | Clero secular | Clero regular | Bautizados por sacerdote | Diáconos permanentes | Varones    | Mujeres    | Parroquias |
| ------------------------------------------------------------------------------- | -------------------- | --------- | -------------- | ---------- | ------------- | ------------- | ------------------------ | -------------------- | ---------- | ---------- | ---------- |
| 1980                                                                            | 7510                 | 564 409   | 1.3            | 20         | 5             | 15            | 375                      |                      | 20         | 38         | 14         |
| 1990                                                                            | 15 035               | 625 500   | 2.4            | 31         | 7             | 24            | 485                      |                      | 31         | 69         | 18         |
| 1999                                                                            | 15 650               | 750 000   | 2.1            | 28         | 13            | 15            | 558                      |                      | 27         | 74         | 20         |
| 2000                                                                            | 17 031               | 800 000   | 2.1            | 29         | 12            | 17            | 587                      |                      | 31         | 76         | 20         |
| 2001                                                                            | 21 062               | 680 071   | 3.1            | 31         | 13            | 18            | 679                      |                      | 30         | 69         | 20         |
| 2002                                                                            | 24 429               | 680 071   | 3.6            | 35         | 14            | 21            | 697                      |                      | 33         | 74         | 20         |
| 2003                                                                            | 25 819               | 687 819   | 3.8            | 37         | 16            | 21            | 697                      |                      | 28         | 42         | 20         |
| 2004                                                                            | 25 819               | 687 819   | 3.8            | 38         | 17            | 21            | 679                      |                      | 28         | 42         | 20         |
| 2006                                                                            | 48 000               | 803 000   | 6.0            | 37         | 23            | 14            | 1297                     |                      | 25         | 59         | 24         |
| 2013                                                                            | 185 000              | 979 000   | 18.9           | 32         | 18            | 14            | 5781                     | 1                    | 25         | 45         | 28         |
| 2016                                                                            | 257 000              | 1 060 000 | 24.2           | 35         | 18            | 17            | 7342                     | 1                    | 30         | 49         | 33         |
| 2019                                                                            | 278 000              | 1 144 000 | 24.3           | 33         | 18            | 15            | 8424                     | 1                    | 25         | 47         | 27         |
| 2021                                                                            | 52 501               | 820 000   | 6.4            | 40         | 26            | 14            | 1312                     |                      | 28         | 42         | 27         |
| Fuente: Catholic-Hierarchy, que a su vez toma los datos del Anuario Pontificio. |                      |           |                |            |               |               |                          |                      |            |            |            |

## Episcopologio
- Auguste Nobou † (15 de octubre de 1971-25 de septiembre de 2003 retirado)
- Marie-Daniel Dadiet † (19 de marzo[5] de 2004-12 de octubre de 2017 renunció)
  - Sede vacante (2017-2021)
- Ignace Bessi Dogbo[nota 2] (3 de enero de 2021-20 de mayo de 2024 nombrado arzobispo de Abiyán)
  - Ignace Bessi Dogbo, desde el 3 de agosto de 2024 (administrador apostólico)